# Norddeutsche Fußballmeisterschaft 1916/17

Logo von Borussia Harburg

Die norddeutsche Fußballmeisterschaft 1916/17 war der elfte vom Norddeutschen Fußball-Verband organisierte Wettbewerb, der erste mit Vereinsmannschaften seit 1913/14. Sieger wurde Borussia Harburg. Wegen des Ersten Weltkrieges wurde keine deutsche Meisterschaft ausgespielt.

## Teilnehmer
| Bezirk         | Teilnehmer              |
| -------------- | ----------------------- |
| Braunschweig   | Eintracht Braunschweig  |
| Bremen         | Bremer SC 91            |
| Hamburg-Altona | Altona 93               |
| Hannover       | Eintracht Hannover      |
| Kiel           | Holstein Kiel           |
| Nordhannover   | Borussia Harburg        |
| Oldenburg      | Marine SC Wilhelmshaven |
| Unterweser     | Marine SC Cuxhaven      |

Die Meister der Bezirke Schleswig, Lübeck, Mecklenburg und Nordharz nahmen nicht teil.

## Ergebnisse

### Viertelfinale
Gespielt wurde am 29. April 1917 (bis auf das Duell der Marinesportclubs: am 6. Mai in Geestemünde).
|                    | Ergebnis  |                         |
| ------------------ | --------- | ----------------------- |
| Bremer SC 91       | 2:4 n. V. | Altona 93               |
| Eintracht Hannover | 2:3       | Eintracht Braunschweig  |
| Holstein Kiel      | 0:1       | Borussia Harburg        |
| Marine SC Cuxhaven | 2:4       | Marine SC Wilhelmshaven |

### Halbfinale
Gespielt wurde am 13. und 20. Mai 1917 in Hamburg (93 - Borussia) und Bremen.
|                         | Ergebnis |                        |
| ----------------------- | -------- | ---------------------- |
| Altona 93               | 1:2      | Borussia Harburg       |
| Marine SC Wilhelmshaven | 7:2      | Eintracht Braunschweig |

### Finale
Gespielt wurde am 17. Juni 1917 auf dem Victoria-Platz in Hamburg.
|                  | Ergebnis |                         |
| ---------------- | -------- | ----------------------- |
| Borussia Harburg | 4:1      | Marine SC Wilhelmshaven |